# Лупавец
Лупавец (Rutilus frisii) е вид лъчеперка от семейство Шаранови (Cyprinidae). Видът не е застрашен от изчезване.

## Разпространение и местообитание
Разпространен е в Азербайджан, България, Иран, Казахстан, Русия, Туркменистан, Турция и Украйна.
Регионално е изчезнал в Беларус и Молдова.
Обитава крайбрежията на сладководни и полусолени басейни, морета, лагуни, реки и потоци.

## Описание
На дължина достигат до 70 cm, а теглото им е не повече от 8000 g.
Продължителността им на живот е около 12 години.